# Square Georges-Cain
Pour les articles homonymes, voir Georges Cain et Cain (homonymie).
Le square Georges-Cain est un square de Paris, situé dans le quartier du Marais, dans le 3e arrondissement.

## Situation et accès
Ce site est desservi par la ligne 1 à la station Saint-Paul et par la ligne 8 à la station Chemin Vert. Le jardin est accessible aux chiens tenus en laisse. 

## Origine du nom
Il est baptisé du nom de celui qui fut conservateur du musée Carnavalet entre 1897 et 1914, Georges Cain (1856-1919), peintre et écrivain.

## Historique
Créé en 1923, le square s'étend sur 2 128 m2. Bordé au nord et à l'est par le musée Carnavalet (à l'est, l'hôtel Le Pelletier de Saint-Fargeau, et au nord, son ancienne orangerie), et au sud par le lycée Victor-Hugo, il est clôturé à l'ouest par une grille qui donne sur la rue Payenne.
Construit à l'endroit où s'étendaient dès le XIIIe siècle d'importants terrains maraîchers baptisés « culture Sainte-Catherine », propriété des chanoines de Sainte-Catherine-du-Val-des-Écoliers, le jardin est ouvert au public depuis 1931.

## Description

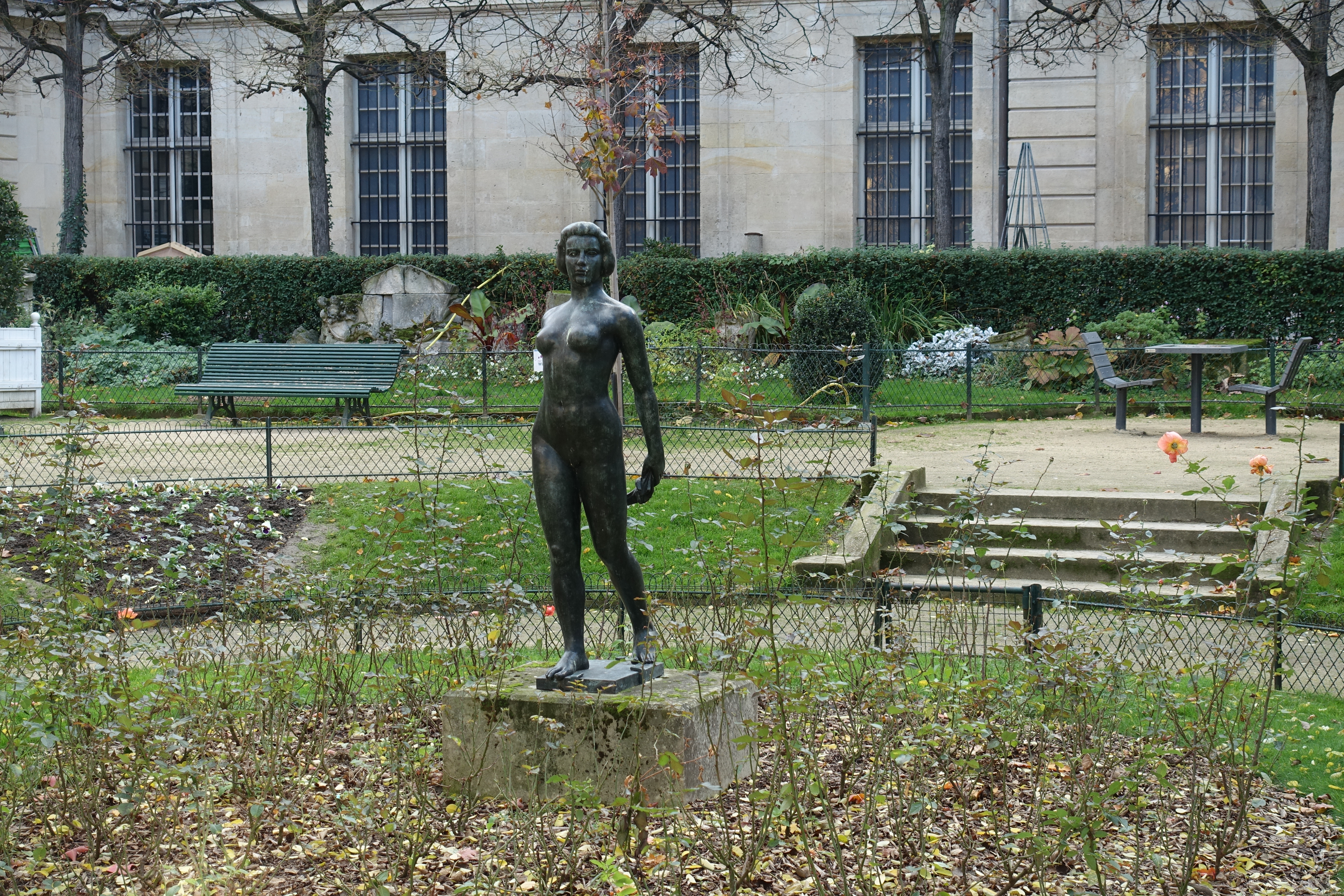
Statue Île de France d'Aristide Maillol, 1925.

Au centre du jardin, au milieu d'un parterre de fleurs, s'élève une statue en bronze représentant une jeune femme nue, debout, tenant un foulard dans le dos. Cette œuvre de 1925 d'Aristide Maillol, dénommée Île de France, a remplacé une précédente sculpture de Philippe Magnier intitulée Flore et son char.
Tout autour du square, sur les murs et dans les coins, sont éparpillés en un ordre anarchique et sans indication muséographique des pièces archéologiques issues de l'histoire de Paris. On y trouve notamment des vestiges datant de la Renaissance de l’ancien Hôtel de ville, ou le fronton du pavillon central (et son horloge) du palais des Tuileries, encore noirci par l'incendie qui l'a détruit,,, ou encore des sarcophages mérovingiens et un polissoir néolithique, témoin de l’industrie de la pierre polie. Ce « dépôt lapidaire du musée Carnavalet » s'est nourri de la guerre civile de 1871 et de la dispersion des collections du premier musée des Monuments français ainsi que quelques fragments de sculptures et des frontons du grenier à sel de Paris. La mousse et les pluies acides les ont considérablement détériorés.
Très ombragé, le square est planté de nombreuses essences, dont un figuier, Ficus carica, de plus de 6 m de haut, centenaire et classé « arbre remarquable », ainsi qu'un  arbre de fer, Parrotia persica, essence originaire du Caucase appelée ainsi en raison de la dureté de son bois.

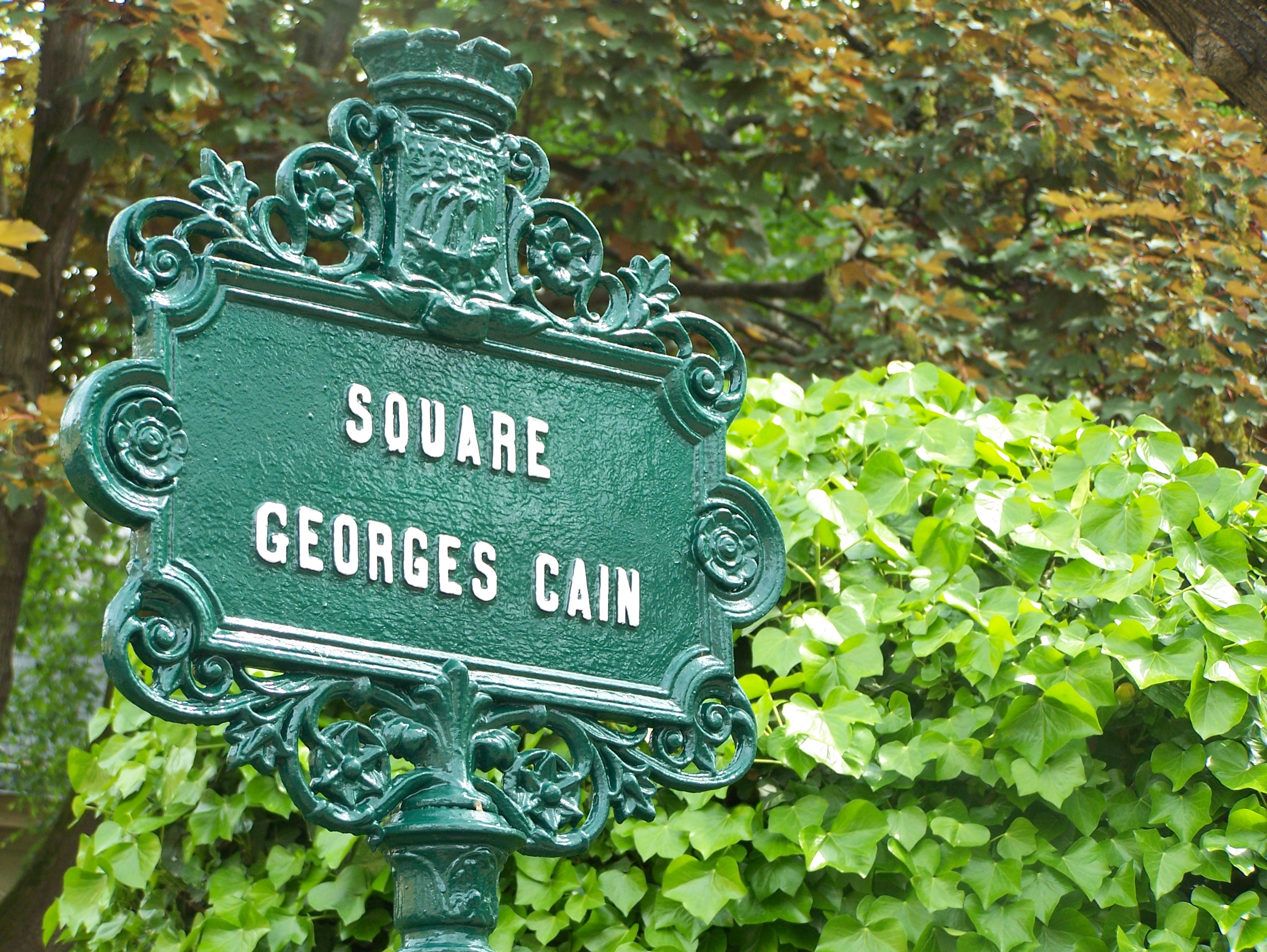
Plaque à l'entrée du square.
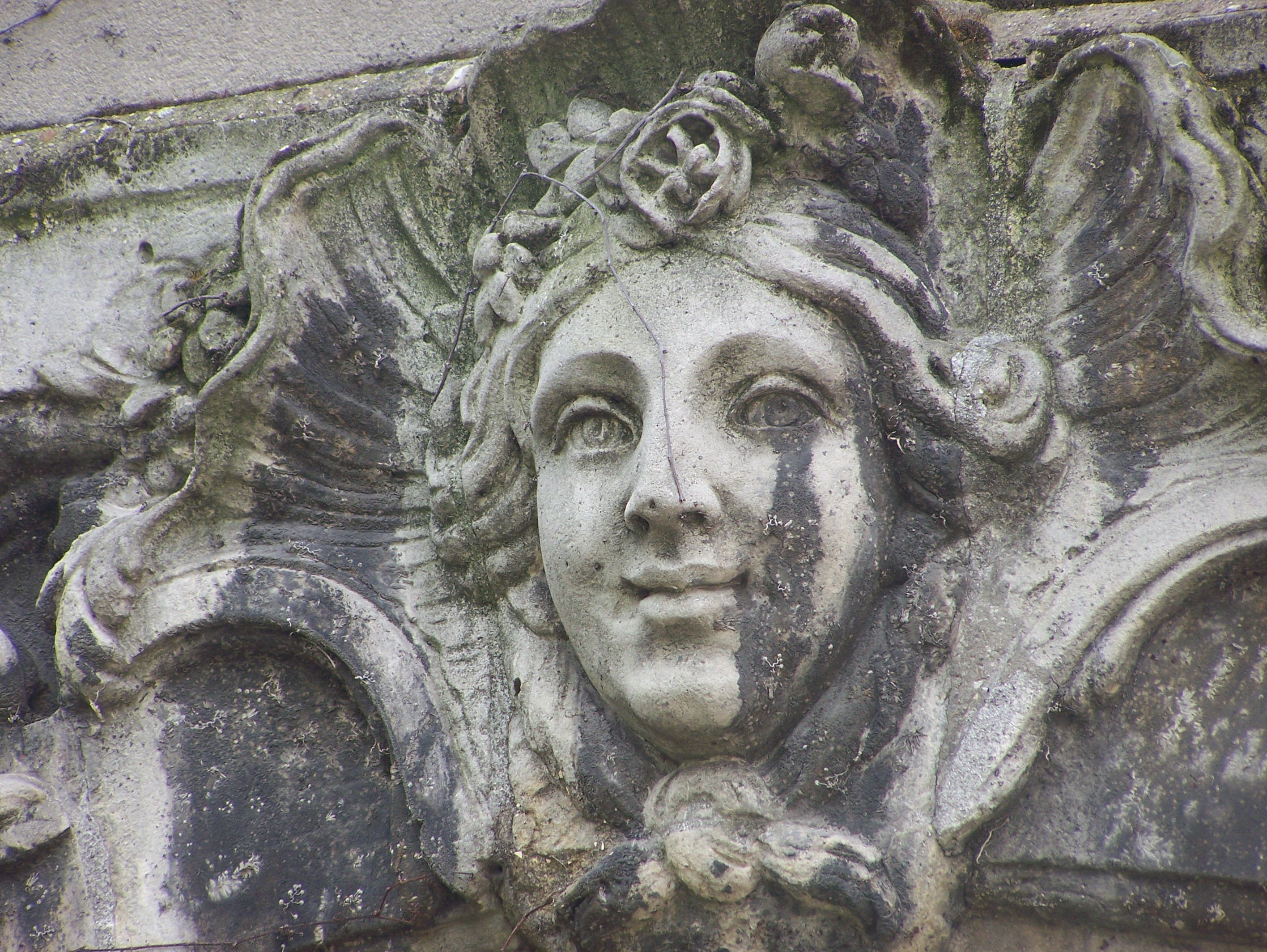
Sculpture venant du fonds lapidaire du musée Carnavalet.
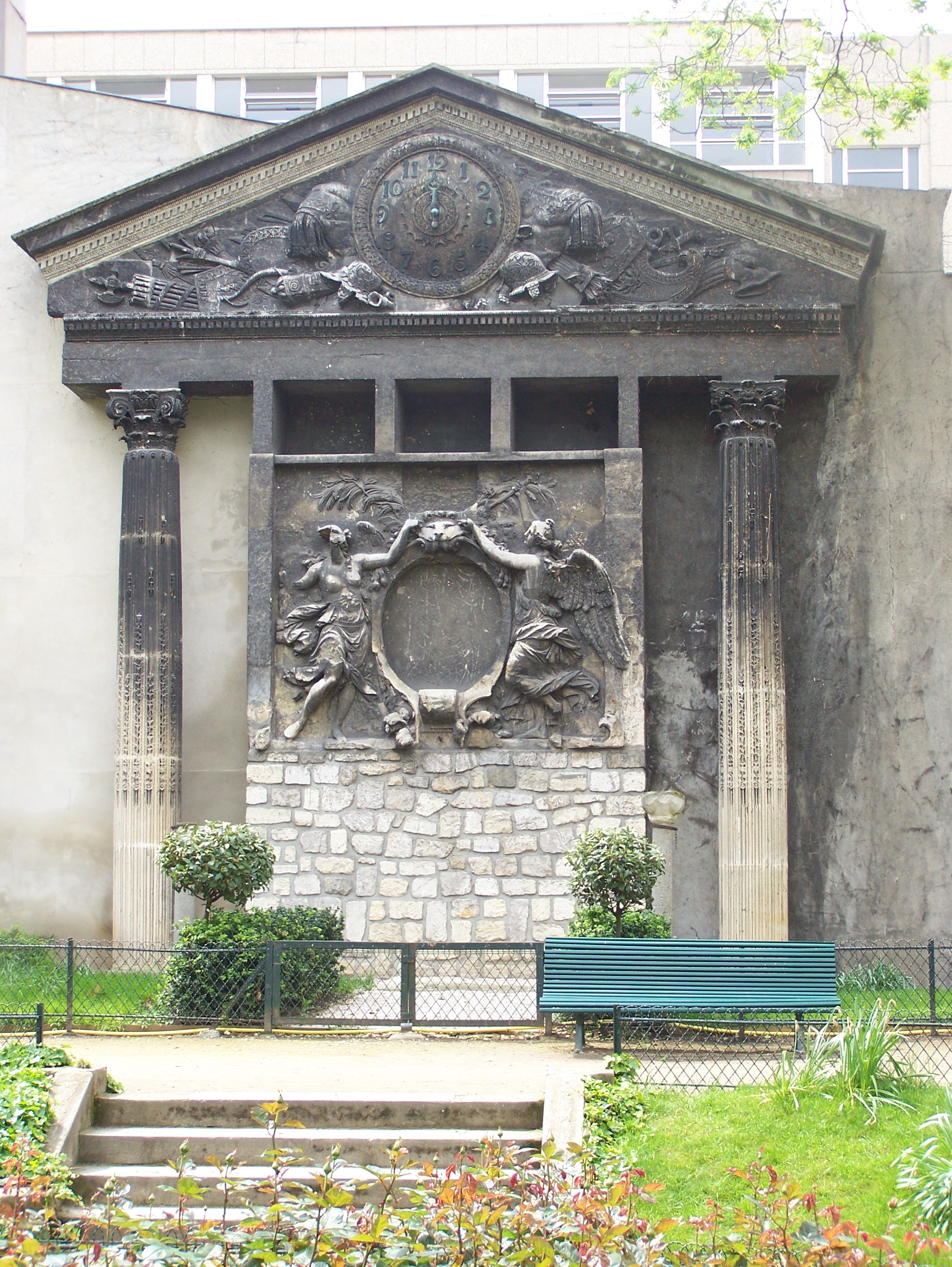
Fronton et colonnes du palais des Tuileries entourant un bas-relief.
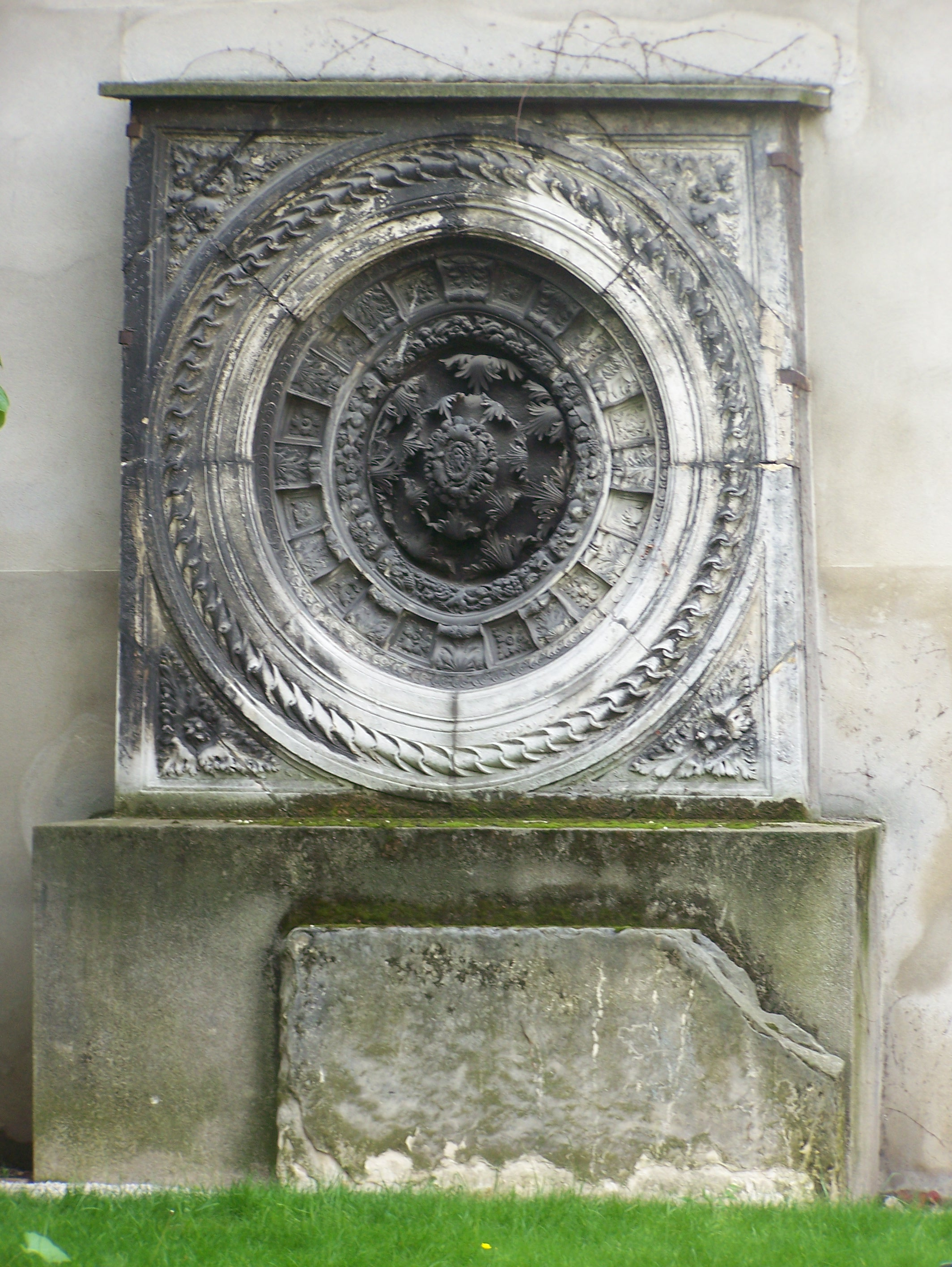
Rosace provenant de l'ancien Hôtel de ville.
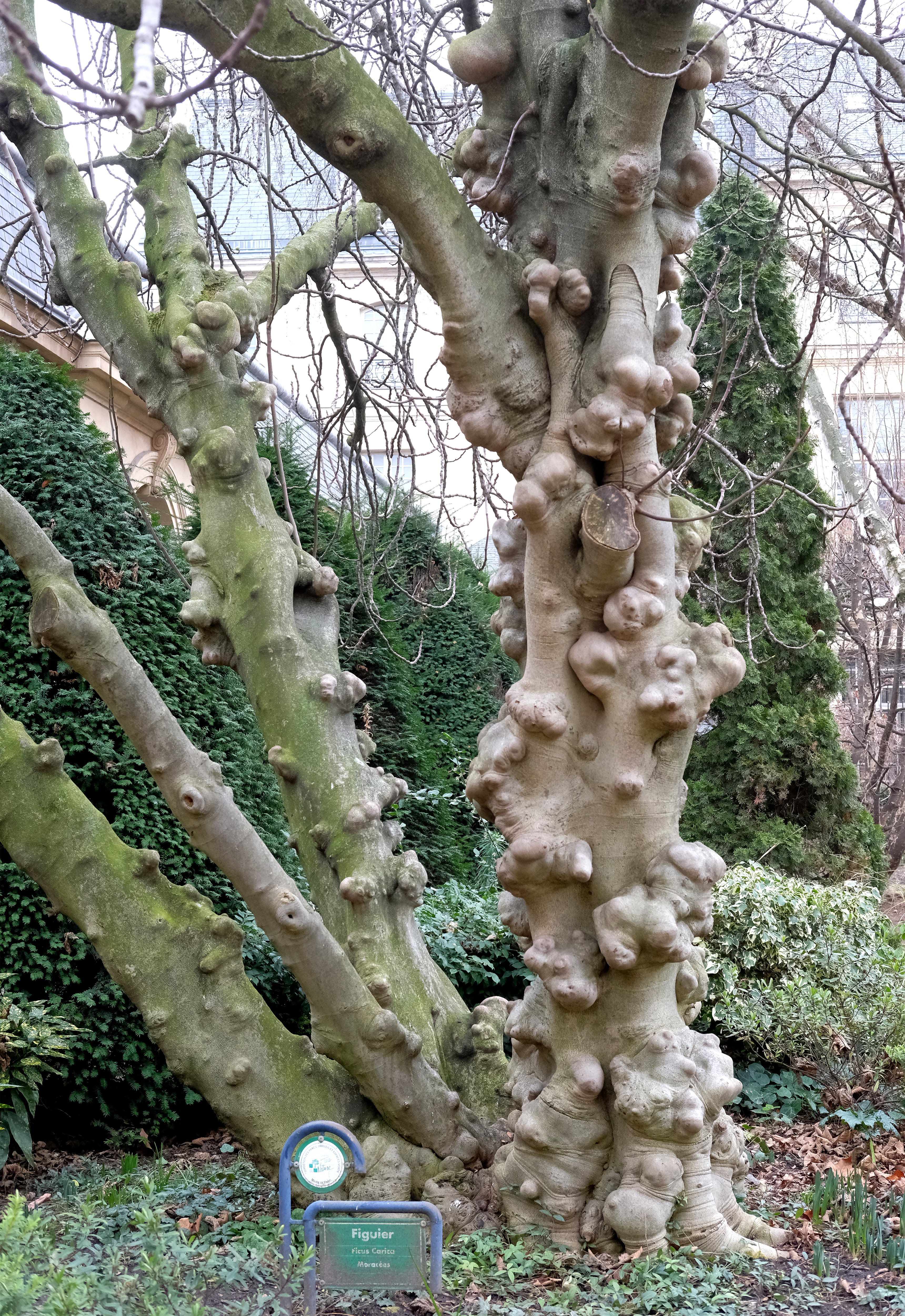
Ficus carica (figuier) du square.

## Œuvres contemporaines
En plus de la statue d'Aristide Maillol, Île de France au centre, se trouve également Le Rossignol de Heinz, une création sonore d'Erik Samakh. Un appareil informatique MMA (module acoustique autonome) alimenté par capteur solaire, analyse les paramètres climatiques qui influent sur le comportement d'un oiseau, et commande un lecteur de disque compact qui diffuse le chant d'un rossignol philomèle, enregistré au château de Sauvigny en mai 1990. Le crépuscule est le moment le plus propice.